# جزایر کاریماتا

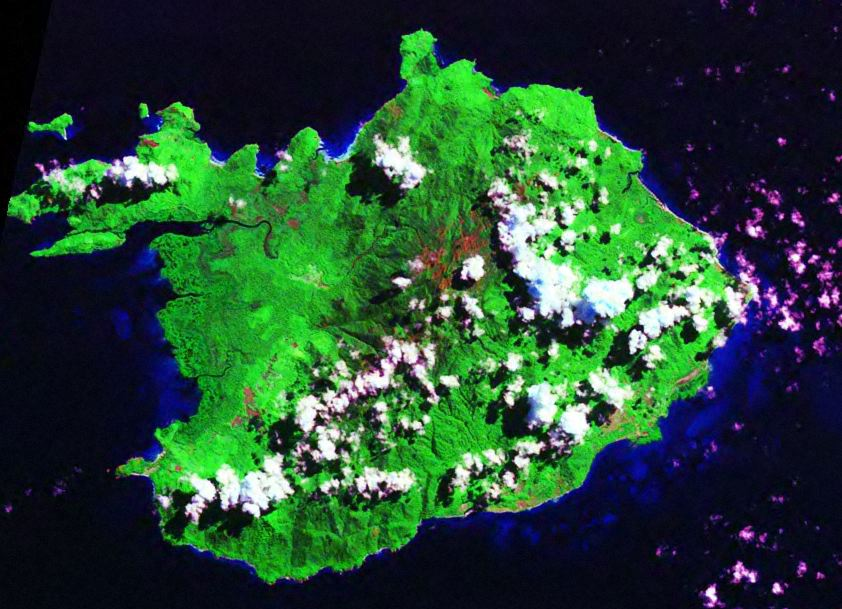
Karimata Island

جزایر کریماتا زنجیره ای از جزایر کوچک در سواحل غربی بورنئو اندونزی هستند که بزرگترین آنها است و حدود ۲۰ کیلومتر عرض (شرق-غرب) دارد. بخشی از منطقه کایونگ اوتارا در استان کالیمانتان غربی در اندونزی است. کاریماتا طیف وسیعی از اکوسیستم‌ها، از حرا و جنگل‌های بارانی استوایی در مناطق پست گرفته تا بوته‌زارهای کوهستانی در قله کوه حدود ۱۰۰۰متری دارد. این کوه از گرانیت تشکیل شده است. دارای جمعیت قابل توجهی از نوعی بادخورک ها است، اما اخیراً به دلیل بهره‌برداری بی‌رویه توسط جمع‌آوران غیربومی که از سرزمین اصلی وارد شده‌اند، به نابودی نزدیک شده‌اند. تعدادی روستای کوچک در ساحل واقع شده اند که بزرگترین آنها پادانگ است که در انتهای شرقی جزیره قرار دارد. این جزیره توسط ساکنان ساحل غربی کالیمانتان به مشکل جدی مالاریا مشهور است.
کاشفان هلندی چندین بار از این جزیره دیدن کردند و اخیراً حداقل دو بازدید توسط زیست شناسان صورت گرفته است. این جزیره توسط دولت اندونزی به عنوان یک ذخیره گاه طبیعی طبقه بندی شده است، اما هیچ مدیریتی برای این منطقه وجود نداشته است. شایعاتی مبنی بر برنامه ریزی برای توسعه گردشگری بزرگ وجود دارد.